# Bitwa w dniu św. Mateusza
Bitwa w dniu św. Mateusza – starcie zbrojne, które miało miejsce 21 września 1217 podczas podboju Estonii przez Niemców i Duńczyków (tzw. krucjaty liwońskiej).
Kawalerowie mieczowi wyprawili się przeciwko koalicji starostw w Estonii wspólnie ze świeżo nawróconymi przez siebie Liwami i Łatgalami. Uformowali szyki bojowe z Niemcami w centrum, Liwami na prawym i Łatgalami na lewym skrzydle. Mimo że Estom udało się zmusić do ucieczki Liwów, w centrum Niemcy przełamali szyki Lembitu i okrążyli walczące z Łatgalami prawe skrzydło estońskie i bitwa zakończyła się klęską Estów; zginął Lembitu i ponad tysiąc jego wojowników; straty drugiej strony są nieznane; wiadomo jedynie, że zginął sprzymierzony z Niemcami liwoński starosta Kaupo z Turajdy.